# Centro de Lanzamiento de Satélites de Jiuquan
El Centro de Lanzamiento de Satélites de Jiuquan (JSLC; en chino simplificado, 酒泉卫星发射中心; pinyin, Jiǔquán Wèixīng Fāshè Zhōngxīn) se ubica el desierto de Badain Jaran en la Mongolia Interior, en el noroeste de China, recibe el nombre de una ciudad de una provincia vecina a pesar de no estar localizada geográficamente allí, sino en otro sector del desierto de Gobi. La ciudad está ubicada cerca de antiguas ruinas de la Gran Muralla China. Se encuentra localizado en 40°57′28″N 100°17′30″E / 40.95778, 100.29167. 
China lanzó desde este lugar su primer satélite, la primera nave no tripulada y los vuelos tripulados.
A pesar de estar ubicado en una zona desértica, el pueblo es un oasis alimentado por el río Ruoshui.

## Historia
Se creó en el 1958, siendo el primero de los tres cosmódromos de China. Ha habido más lanzamientos desde Jiuquan que en cualquier otro lugar de China. Al igual que con todas las instalaciones de lanzamiento de China son remotas y, en general, cerradas a los extranjeros. Se llama así, ya que Jiuquan es el centro urbano más cercano, aunque Jiuquan está en la provincia de Gansu.
El Centro de Lanzamiento de Satélites es una parte de la ciudad espacial de Dongfeng ( 东风航天城 ), también conocido como Base 10 (十号基地) o Base de Dongfeng (东风基地), que también incluye las instalaciones de pruebas de lanzamientos de la Fuerza Aérea del Ejército Popular de Liberación (PLAAF), un museo del espacio y un cementerio de mártires (东风烈士陵园)..
El JSLC utiliza generalmente para lanzar vehículos a órbitas bajas y medias con grandes ángulos de inclinación orbital, así como las pruebas de misiles de medio a largo alcance. Sus instalaciones proporcionan la técnica y apoyan todas las fases de los lanzamientos de satélites. El sitio incluye el Centro Técnico, el Complejo de Lanzamiento, el Centro de Control de Lanzamientos, el Centro de Control o Mando de Misión, así como diversos sistemas de apoyo logístico.
El centro cubre una enorme extensión de 2800 km² y puede contener a 20 000 trabajadores. Las instalaciones y el equipo de apoyo en el lanzamiento fueron modelados probablemente en los homólogos soviéticos, ya que la Unión Soviética, probablemente dio soporte técnico a Jiuquan.
El centro de lanzamiento ha sido el centro de muchos de los asuntos espaciales chinos, incluyendo su primer satélite, el Dong Fang Hong 1 en el 1970, y su primera misión espacial tripulada, el Shenzhou 5 en el 15 de octubre de 2003.
El Shenzhou 6, fue el segundo vuelo espacial tripulado de China, lanzado el 12 de octubre de 2005 en un cohete Larga Marcha, desde el JSLC.
El Shenzhou 7 fue lanzado el 25 de septiembre de 2008 por un cohete Larga Marcha 2F (CZ-2F), que fue elevado desde el JSLC. Esta fue la tercera misión de vuelo espacial tripulada del programa espacial chino. La misión, que incluía una actividad extra-vehicular (EVA) llevada a cabo por los miembros de la tripulación, Zhai Zhigang y Liu Boming, marcó el comienzo de la segunda fase del Proyecto 921 del gobierno chino.
La nave espacial china no tripulada llamada, Shenzhou 8 despegó el 31 de octubre de 2011. Es el último paso en lo que sería un esfuerzo de diez años por el país para colocar una estación espacial tripulada permanente en órbita.
El cuarto vuelo espacial tripulado de China, el Shenzhou 9, fue lanzado desde el JSLC el 16 de junio de 2012 a las 18:37 hora local (10:37 GMT). La misión planificada de 13 días incluye la primera taikonauta de China y se reencontró y ensamblar con el módulo espacial Tiangong-1 en junio de 2012.

## Zonas de lanzamiento
- Zona de lanzamiento 2, con 3 subzonas de lanzamiento:
  - LA-2A: CZ-1, DF-3, DF-5
  - LA-2B: CZ-2A, CZ-2C, CZ-2D, FB-1

Las plataformas de lanzamiento en el Área de lanzamiento 2 se encuentran aproximadamente a 41.308833° norte, 100.316512° este (plataforma norte) y 41.306143° norte, 100.313229° este (plataforma sur).
- Zona de lanzamiento 3, con 2 subzonas de lanzamiento: DF-1, DF-2, R-2.

El Área de lanzamiento 3 está aproximadamente a 2.7 km al sur del Área de lanzamiento 2. Las plataformas de lanzamiento están ubicadas aproximadamente a 41.283190° norte, 100.304706° este (plataforma norte) y 41.280457° norte, 100.304582° este (plataforma sur).
- Zona de lanzamiento 4 (Zona de Lanzamiento del Sur), con 2 subzonas de lanzamiento, única instalación activa después del 2000:
  - SLS-1: El lanzador CZ-2F cerca de las instalaciones de Montaje Vertical .
  - SLS-2: CZ-2C, CZ-2D y CZ-4C, operacional desde 2003

El Área de Lanzamiento 4 está aproximadamente a 37.9 km al sur del Área de Lanzamiento 3. Las plataformas de lanzamiento están ubicadas aproximadamente a 40.960671° norte, 100.298186° este (plataforma norte) y 40.957893° norte, 100.290944° este (plataforma sur).